# Юзефін (гміна Корчев)
Юзефін (пол. Józefin) — село в Польщі, у гміні Корчев Седлецького повіту Мазовецького воєводства.
Населення — 32 особи (2011).
У 1975-1998 роках село належало до Седлецького воєводства.

## Демографія
Демографічна структура станом на 31 березня 2011 року:
|          | Загалом | Допрацездатний вік | Працездатний вік | Постпрацездатний вік |
| -------- | ------- | ------------------ | ---------------- | -------------------- |
| Чоловіки | 17      | 3                  | 12               | 2                    |
| Жінки    | 15      | 3                  | 6                | 6                    |
| Разом    | 32      | 6                  | 18               | 8                    |